# Bernard Quintin
Bernard Quintin (ur. 1971) – belgijski dyplomata i polityk, w latach 2024–2025 minister spraw zagranicznych, od 2025 minister spraw wewnętrznych.

## Życiorys
Absolwent historii średniowiecza na Université Libre de Bruxelles. Uzyskał magisterium ze stosunków międzynarodowych. Pracował początkowo jako nauczyciel (w Belgii oraz Meksyku). W 2001 został zatrudniony w ministerstwie spraw zagranicznych, przebywał na placówkach dyplomatycznych w Polsce i Demokratycznej Republice Konga. Działacz Ruchu Reformatorskiego, był członkiem gabinetów należących do MR ministrów – Oliviera Chastela (2011–2012) i Philippe’a Goffina (2019–2020). Od 2012 do 2016 zajmował stanowisko konsula generalnego w Rio de Janeiro, a w latach 2016–2019 pełnił funkcję ambasadora w Burundi. Później przez trzy lata był zastępcą dyrektora generalnego EEAS do spraw Afryki. Powrócił następnie do ministerstwa, w trakcie belgijskiej prezydencji w Radzie UE pełnił funkcję dyrektora do spraw europejskich.
W grudniu 2024 dołączył do rządu Alexandra De Croo, zastępując Hadję Lahbib na stanowisku ministra spraw zagranicznych, europejskich i handlu zagranicznego oraz ds. federalnych instytucji kultury. W lutym 2025 w nowo utworzonym gabinecie Barta De Wevera objął natomiast urząd ministra spraw wewnętrznych.